# Jean Richard Bloch
Jean Richard Bloch (ur. 25 maja 1884, zm. 15 marca 1947 pod Lyonem) – francuski historyk.
Zadebiutował w 1912 nowelami o tematyce żydowskiej – Levy. W 1918 opublikował powieść o środowisku przemysłowców – Et Cie. Od 1925 był związany z ruchem komunistycznym, uprawiał publicystykę z pozycji marksistowskich – Espagne! Espagne! (1936), Naissance d’une culture (1936). Pisał także dramaty (Danton 1946). Uczestniczył w hiszpańskiej wojnie domowej, był członkiem Brygad Międzynarodowych.